# Spermacoce macrantha
Spermacoce macrantha là một loài thực vật có hoa trong họ Thiến thảo. Loài này được Reinw. ex Korth. miêu tả khoa học đầu tiên năm 1851.